# Terasaki
Terasaki (яп. 寺崎電気産業株式会社 Тэрасаки дэнки сангё: кабусики-гайся, «Электропромышленная компания Тэрасаки») (JASDAQ: 6637) — японский производитель электротехнического оборудования для систем распределения энергии. Главный офис располагается в Осаке. Имеет представительства в азиатских и европейских странах, в том числе в России.

## История
В 1923 году в осакском районе Конохана был основан «Электроприборный завод Тэрасаки» (яп. 寺崎電機製作所 Тэрасаки дэнки сэйсакудзё), где производились автоматические выключатели и распределительные щиты. Во время Второй мировой войны на заводе изготовлялись электроприборы для японских судов. В 1946 году на базе завода была создана акционерная компания (кабусики-гайся) Тэрасаки (株式会社寺崎電機製作所). Она учредила филиал под названием «Электропромышленная компания Тэрасаки», который в 1980 году был реорганизован, но остался под тем же названием. В 1970-х годах «Электропромышленная компания Тэрасаки» открыла заводы и торговые представительства в Великобритании, Сингапуре и Бразилии, в 1980-х — в Малайзии, Испании и Италии, в 1990-х — в Китае. По состоянию на 2011 год «Тэрасаки» имеет 15 консолидированных и 2 неконсолидированные дочерние компании как в Японии, так и за рубежом.